# Vahtang Kikabidze
Vahtang (Buba) Kikabidze grúzul: ვახტანგ (ბუბა) კიკაბიძე ( Tbiliszi, 1938. július 19. – Tbiliszi, 2023. január 15. ) - grúz filmszínész, popénekes, humorista, forgatókönyvíró, filmrendező és dalszerző. A Grúz Szovjet Szocialista Köztársaság népművésze (1980), Ukrajna tiszteletbeli művésze (2013). A Szovjetunió állami dijasa (1978), Sota Rusztaveli-díjas (2010) és Grúzia állami díjas (2013). Számos nemzetközi dal- és filmfesztivál díjazottja.

## Életrajza
Buba Kikabidze 1938. július 19-én született Tbilisziben, a Grúz Szovjet Szocialista Köztársaságban. Apja Konstantine Nikolozisz Kikabidze, (1906-1942) főhadnagy, eredetileg imereti nemesi családból származott, újságíróként dolgozott, 1942 decemberében a második világháborúban tűnt el Kercs közelében. Anyja Manana Bagrationi, kaheti nemesi család leszármazottja (1915-2002), énekesnő volt.
Buba iskolai évei alatt részt vett egy amatőr művészeti körben. Kikabidze saját bevallása szerint soha nem volt a Komszomol tagja, és kizárták az úttörők közül is, mert pionírként a vörös nyakkendővel tisztította meg a cipőjét.
1959–1965-ben a Tbiliszi Állami Egyetemen, 1961–63-ban az Idegennyelvi Pedagógiai Intézetben tanult, bár egyik egyetemen sem végzett, mert úgy döntött, hogy életét a művészettel köti össze. 1959 óta a Grúz Filharmonikusok szólistája. 1963–66-ban a "Dielo" ének-hangszeres együttesben, 1966-tól pedig az "Orera" ének-hangszeres együttesben énekelt. 1984–88-ban a "Rero" nevű grúz állami pop együttes szólistája, 1987-88-ban pedig művészeti vezetője volt.
1993 óta a volt Szovjetunió városaiban és számos külföldi országban lépett fel szólóműsoraival. Grúz zeneszerzők és a városi folklór legjobb dalait énekelte és a világ zeneszerzőinek poprepertoárját adta elő. Énekesi teljesítményét természetesség és kifinomult plaszticitás jellemezte.
Vahtang Kikabidze 1964 óta játszik filmekben. 1975 óta a Grúz Filmstúdió színésze. Filmes debütálása Nikoloz Szanisvili "Találkozás a hegyben" című zenés vígjátékában (1966) volt. Különösen sikeres volt Benzsamen Glonti szerepében a "Ne búsulj!" című vígjátékban. (1969), amelyet Georgij Danyelija rendezett. Kikabidze  filmes szerepeii a "Ne búsulj!" (1969), "A Veri negyed dallamai" (1973), a "Mimino" (1977) és a többi filmjében is a.közönség által szeretett karaktereivé váltak..
A Cartagenai Nemzetközi Filmfesztiválon a legjobb színésznek járó díjat kapta a "Ne búsulj!" című filmben nyújtott alakításáért. (1969). Állami díjat kapott a "Mimino" filmért (1978).
2020 óta tagja volt a grúz parlamentnek pártlistán jutott be, választási szövetséggel: „Egységes Nemzeti Mozgalom – Egységes Ellenzék „Erő az egységben”.
Megkapta a Becsületrendet (1997), a Vahtang Gorgasali III fokozatot (2008) és a Szent György Rendet (2008). Csodatévő Szent Miklós és Nagy Szent Konstantin keresztjének lovagja. Tbiliszi díszpolgára (1998). 1999-ben a róla elnevezett csillagot a moszkvai "Csillagok terén" helyezték el.
Oroszország 2008-as Grúzia elleni agressziója után nem volt hajlandó fellépni az orosz popzenében, és nem kapta meg a Barátság Rendjét.  2022 februárjában elítélte Oroszország ukrajnai invázióját. 
Buba Kikabidze 1965 óta volt házas Irina Kebadze (1942-2021) balerinával, akitől egy fia, Koka (Konstantine) és két unokája született: Vahtang (Vato) és Ioane. Feleségének Irinának az első férje Guram Sagaradze színész volt, és a házasságukból egy lány Marina született,
Vahtang Kikabidze 2023. január 15-én halt meg Tbilisziben, 84 évesen. A Vera temetőben temették el. Irakli Garibasvili grúz miniszterelnök és Shalva Papuashvili parlament elnöke, Volodimir Zelenszkij ukrán elnök, Ilham Alijev azerbajdzsáni elnök és Nikol Pasinjan örmény miniszterelnök részvétét fejezte ki Kikabidze halála miatt.

## Emlékezete
Kijevben egy utcát nevezve el róla.

## Tények
- Az énekes nevét viseli a „Vakhtang Kikabidze vízesés” (Oroszország)

## Diszkográfia

### Stúdióalbumok
- 1981 : "Míg a szív énekel"
- 1981: "A kívánság"
- 1994 : "Éveim"
- 1996 : "Larisa Ivanovnát akarom"
- 2004 : "Régi rablók"

### Kislemezek és mini albumok
- 1974 : "Új Mukhambazi"
- 1978 : "Buba Kikabidze Sings" [EP]
- 1979 : "Barátot keresek"
- 1979: "Vahtang Kikabidze Sings" [EP]
- 1980 : "Vahtang Kikabidze Sings" [EP]
- 1980: "Alekszej Jekimjan dalai, amelyeket Vahtang Kikabidze énekel"
- 1980: Georgi Kalandadze dalai
- 1983 : „Vahtang Kikabidze A. Morozov dalait énekli” [EP]
- 1985 : "Szerelem dallama"
- 1997 : "Levél egy barátnak"
- 1997: "A boldogság titka"
- 1999 : "Szerelem tangója"
- 2001 : "A legjobb dalok"
- 2003 : "Grúzia, szerelmem"
- 2006 : "Táncok-smanci, ölelés"
- 2007 : "Nem rohanom el az életet"
- 2008 : "Az élet prózája"

## Filmográfia

### Filmrendezőként
- 1981 : "Élj, én megváltoztatlak" Rendezők: Tamaz Gomelauri, Vahtang Kikabidze
- 1985 : "Férfiak és mások" rendező. Vahtang Kikabidze

### Filmek forgatókönyvírójaként
- 1981 : "Élj, én megváltoztatlak" Rendezők: Tamaz Gomelauri, Vahtang Kikabidze
- 1985 : "Férfiak és mások" rendező. Vahtang Kikabidze

### Színészként
- 1966: "Találkozás a hegyekben" (Gia) rendező: Nikoloz Szanisvili
- 1968: "Ne búsulj!" (Benzsamen Glonti) rendező: Georgij Danyelija
- 1970: "Ó, gyerünk, teljes sebességgel előre!" rendező: Zaal Kakabadze
- 1971: "Hatabala" (film)
- 1972: „Nyomozó vagyok” (Giorgi Mikeladze) rendező: Giorgi Kalatozisvili
- 1973: "A teljesen elveszett" (The Duke) rendező: Georgij Danyelija
- 1973: „A Veri  negyed dallamai” (Pavel) r. Giorgi Sengelaja
- 1975: "Az elveszett expedíció" (biztos)
- 1976: "Álneve Lukács" (Durutti)
- 1976: „Az őszinte szem” (Otari) rendező. Sota Managadze
- 1977: "Mimino" (Valiko Mizandari, más néven "Mimino") rendező: Georgij Danyelija
- 1980: „Amíg újra találkozunk, barátom…” rendező. Omar Gvaszalia
- 1981: "Élj, megváltoztatlak" (Vahtang, David, Givi, zenész) Rendezők Tamaz Gomelauri, Vahtang Kikabidze
- 1982: „Három alikuri” (Nikala) r. Elguja Zsgenti
- 1983: "Reggel nyomok nélkül" (Spy)
- 1984: „Olga és Konstantin” (Konstantin Goguadze) rendező. Jevgenyij Mezentsev
- 1984: "A TASSZ felhatalmazást kapott a jelentéstételre" (John Gleb)
- 1985: „Férfiak és mások” (Amirani, Zurab) rendező. Vahtang Kikabidze
- 1994: Örömteli utazás
- 2000: "Fortuna" ("Fortuna kapitánya") rendező: Georgij Danyelija
- 2008: "Idiotocracy" (cameo) rendező: Avtandil Varsimasvili
- 2013: „Teknős! "Kin-dza-dza" (a csempészek vezetője)
- 2021: „Svaty 7” (rendező: Giorgi Gabriadze) rendező: Andrej Jakovlev

## Díjai, elismerései

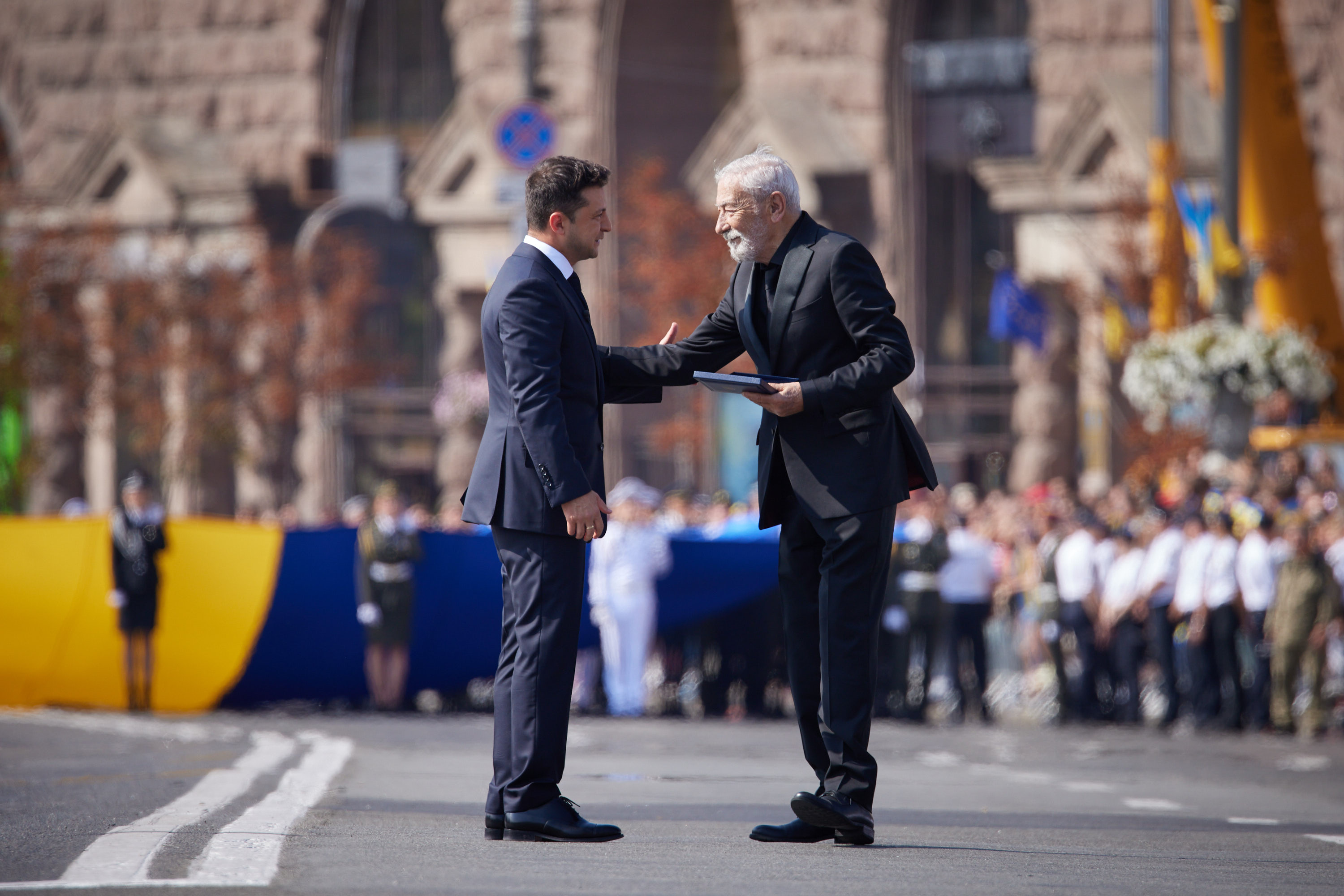
A Kikabidse megkapja a Bölcs Jaroszlav érdemrendet (2021).

- 1969: A "Cartagena-70" Nemzetközi Filmfesztiválon a legjobb színésznek járó díj a "Ne búsuljj!" c filmben nyújtott alakításáért
- 1978: Szovjetunió állami díja a "Mimino" c. filmért
- 1980: Grúzia népművésze
- 1980: Szovjetunió Állami Díj
- 1994: Becsületrend
- 1997: Vahtang Gorgaszali 3. fokozat
- 1997: Nemzetközi Csodatevő Szent Miklós Rend (Ukrajna)
- 1998: Szent Konstantin Aranykeresztjének Nemzetközi Lovagkeresztje (Oroszország)
- 1998: Tbiliszi díszpolgára
- 1998: Arany Gramofon -díj (Oroszország)
- 1999: Leonyid Utyosov-díj
- 2013: Grúz Állami Díj
- 2013: Ukrajna tiszteletbeli művésze
- 2021: Bölcs Jaroszlav érdemrend(wd)[5]

## Fordítás
- Ez a szócikk részben vagy egészben  a(z)   ბუბა კიკაბიძე című grúz Wikipédia-szócikk fordításán alapul.  Az eredeti cikk szerkesztőit annak laptörténete sorolja fel. Ez a jelzés csupán a megfogalmazás eredetét és a szerzői jogokat jelzi, nem szolgál a cikkben szereplő információk forrásmegjelöléseként.